# Алешандре Торрес
Карлос Алешандре Торрес (порт. Carlos Alexandre Torres; нар. 22 серпня 1966, Ріо-де-Жанейро, Бразилія) — бразильський футболіст, що грав на позиції захисника. Відіграв 1 матч за національну збірну Бразилії.

## Клубна кар'єра
У дорослому футболі дебютував 1985 року виступами за команду клубу «Флуміненсе», в якій провів шість сезонів, взявши участь у 84 матчах чемпіонату. 
Своєю грою за цю команду привернув увагу представників тренерського штабу клубу «Васко да Гама», до складу якого приєднався 1992 року. Відіграв за команду з Ріо-де-Жанейро наступні два сезони своєї ігрової кар'єри. Більшість часу, проведеного у складі «Васко да Гама», був основним гравцем захисту команди.
Протягом 1995—1999 років захищав кольори япоснського клубу «Нагоя Грампус».
2000 року повернувся до клубу «Васко да Гама», за який відіграв 1 сезон.  Завершив професійну кар'єру футболіста виступами за команду «Васко да Гама» у 2001 році.

## Виступи за збірну
1992 року дебютував в офіційних матчах у складі національної збірної Бразилії. Протягом кар'єри у національній команді провів у формі головної команди країни 1 матч.

## Титули і досягнення
- Володар Кубка Імператора (2):

«Наґоя Ґрампус»: 1995, 1999
- Володар Суперкубка Японії (1):

«Наґоя Ґрампус»: 1996